# Квемо-Алвани
Квемо-Алва́ни (груз. ქვემო ალვანი) — село, находящееся в Ахметском муниципалитете края Кахетия Грузии. Квемо-Алва́ни расположено в долине реки Алазани, на высоте 460 метров над уровнем моря.

## Общие сведения
Основное занятие населения — сельское хозяйство. При финансовой поддержке чешского Агентства развития в Квемо-Алва́ни развиваются традиционные сельскохозяйственные отрасли — выращивание картофеля и овцеводство. В селе расположен совхоз, занимающийся племенной работой с овцами тушинской породы.
В Квемо-Алва́ни расположена администрация охраняемых территорий Тушети, управляющая Государственным заповедником и национальным парком Тушети.
В 2013 году Президент Грузии Михаил Саакашвили открыл в Квемо-Алва́ни мемориал, посвящённый памяти уроженца села Георгия Анцухелидзе. Мемориал назван в честь Г. Анцухелидзе, К. Абуладзе и С. Мозаидзе, погибших в ходе войны в Грузии.

## Интересные факты
Село Квемо-Алва́ни расположено на автомобильной дороге Тбилиси — Омало, на расстоянии 120 км от грузинской столицы. Участок дороги Квемо-Алва́ни — Омало в 2013 году был назван BBC одной из самых опасных дорог Европы.